# Ie Tarek II
Ie Tarek II is een bestuurslaag in het regentschap Aceh Utara van de provincie Atjeh, Indonesië. Ie Tarek II telt 300 inwoners (volkstelling 2010).